# UNITAS

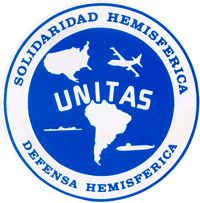
Emblema UNITAS

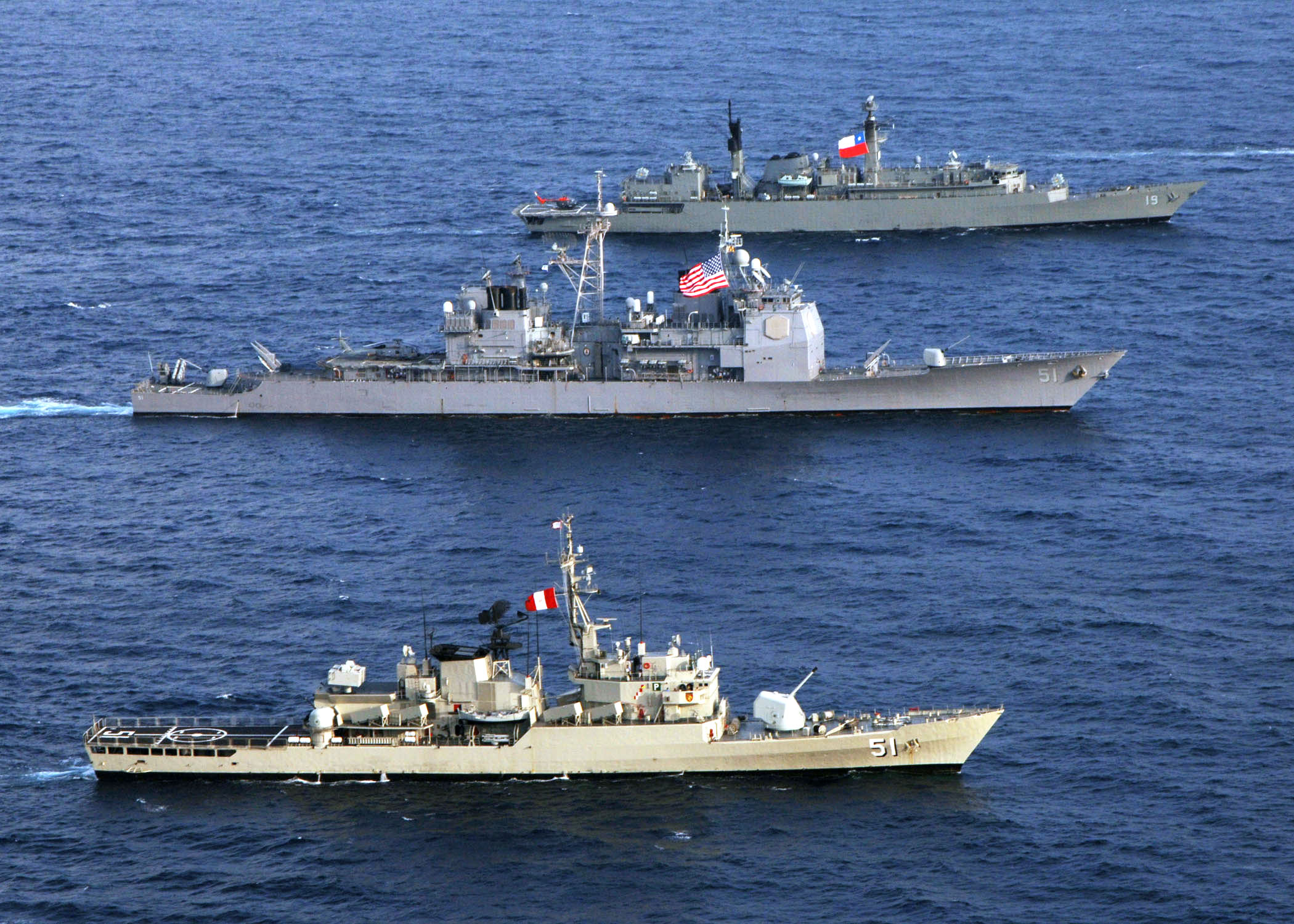
Navios das armadas de Chile, Estados Unidos e Peru durante o exercício UNITAS 46-05.

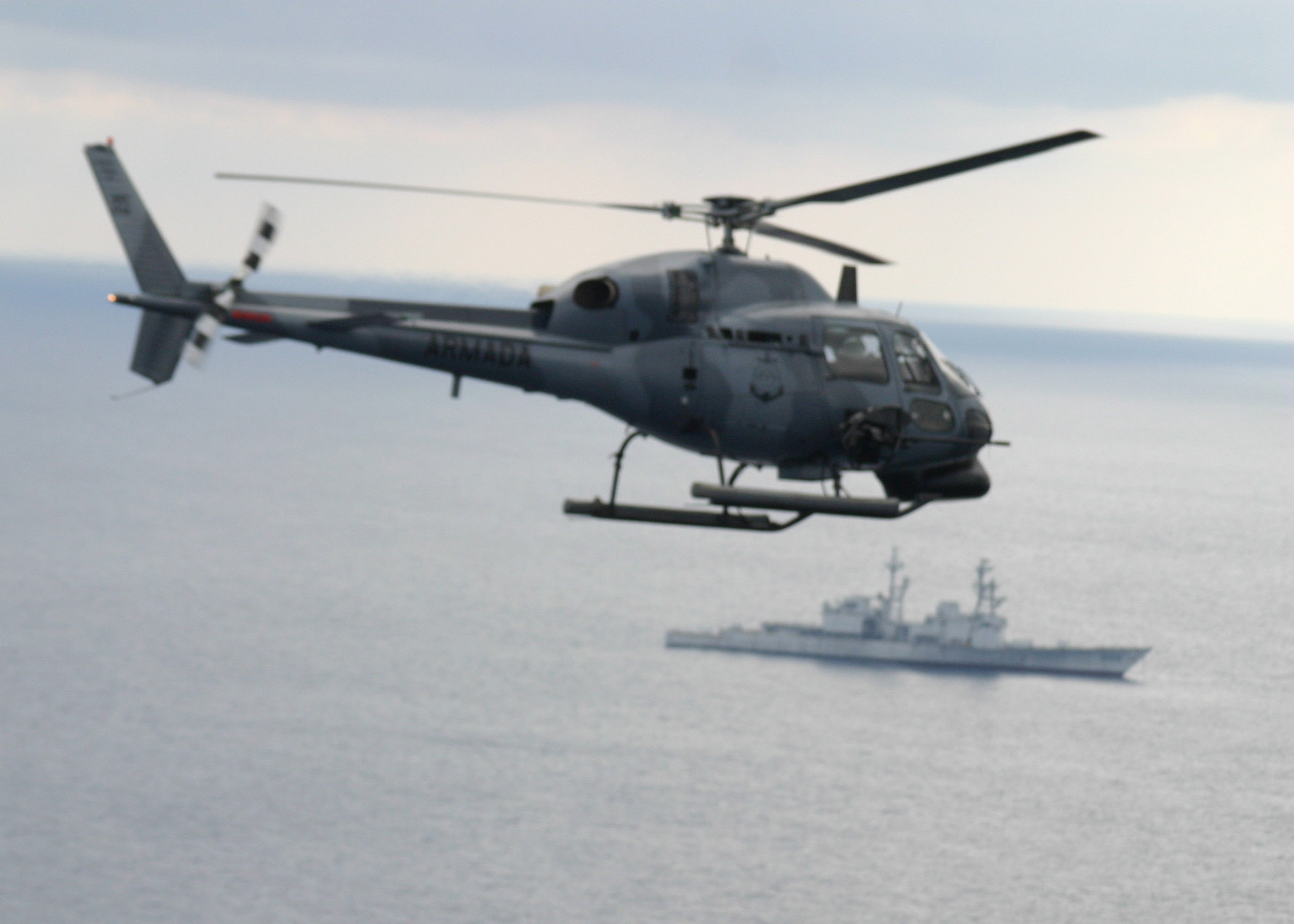
AS-555 Fennec da fragata ARC Almirante Padilla Colombiana (FM-51) em posição para disparar ao contratorpedeiro decomissionado Ou.S. Navy Connolly (DD 979) durante os exercícios UNITAS Gold Abril 29, 2009

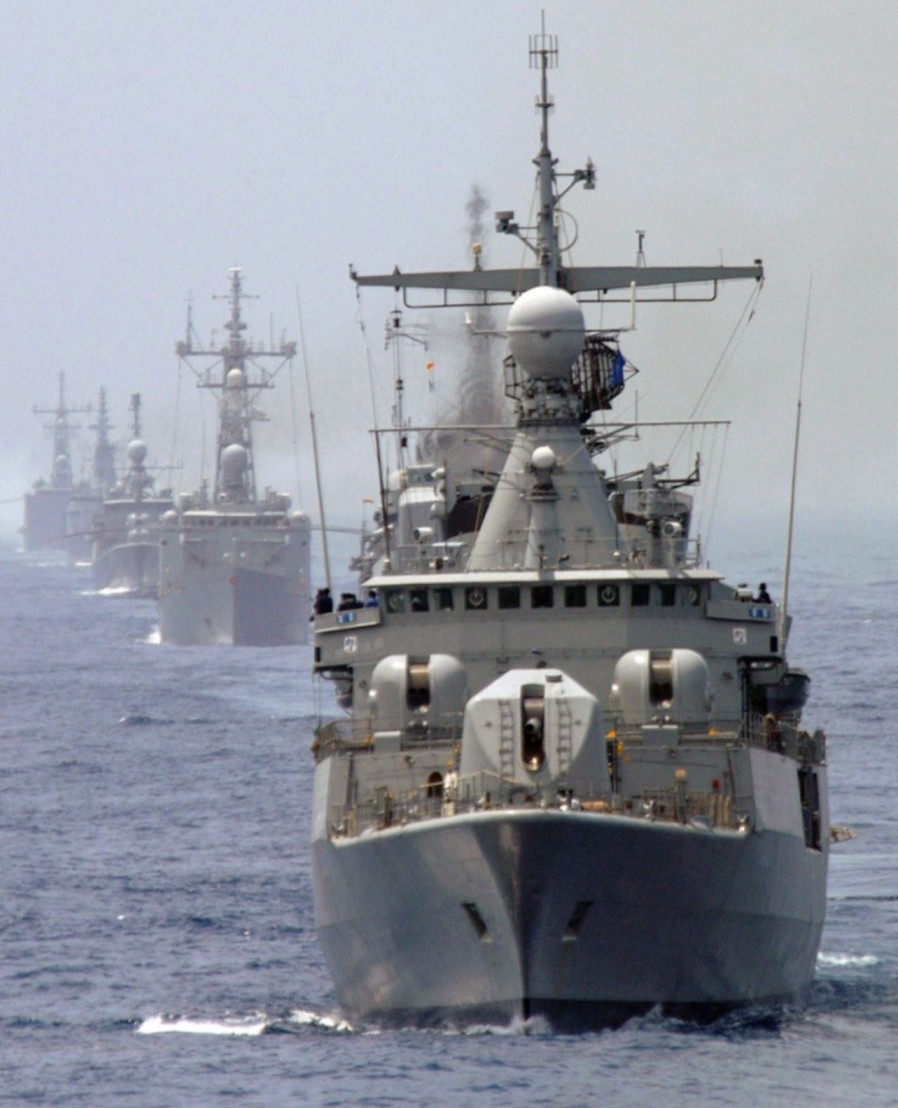
Contratorpedeiro ARA Almirante Brown (D-10) argentino lidera uma formação multinacional em frente à costa de Brasil, UNITAS 47-06

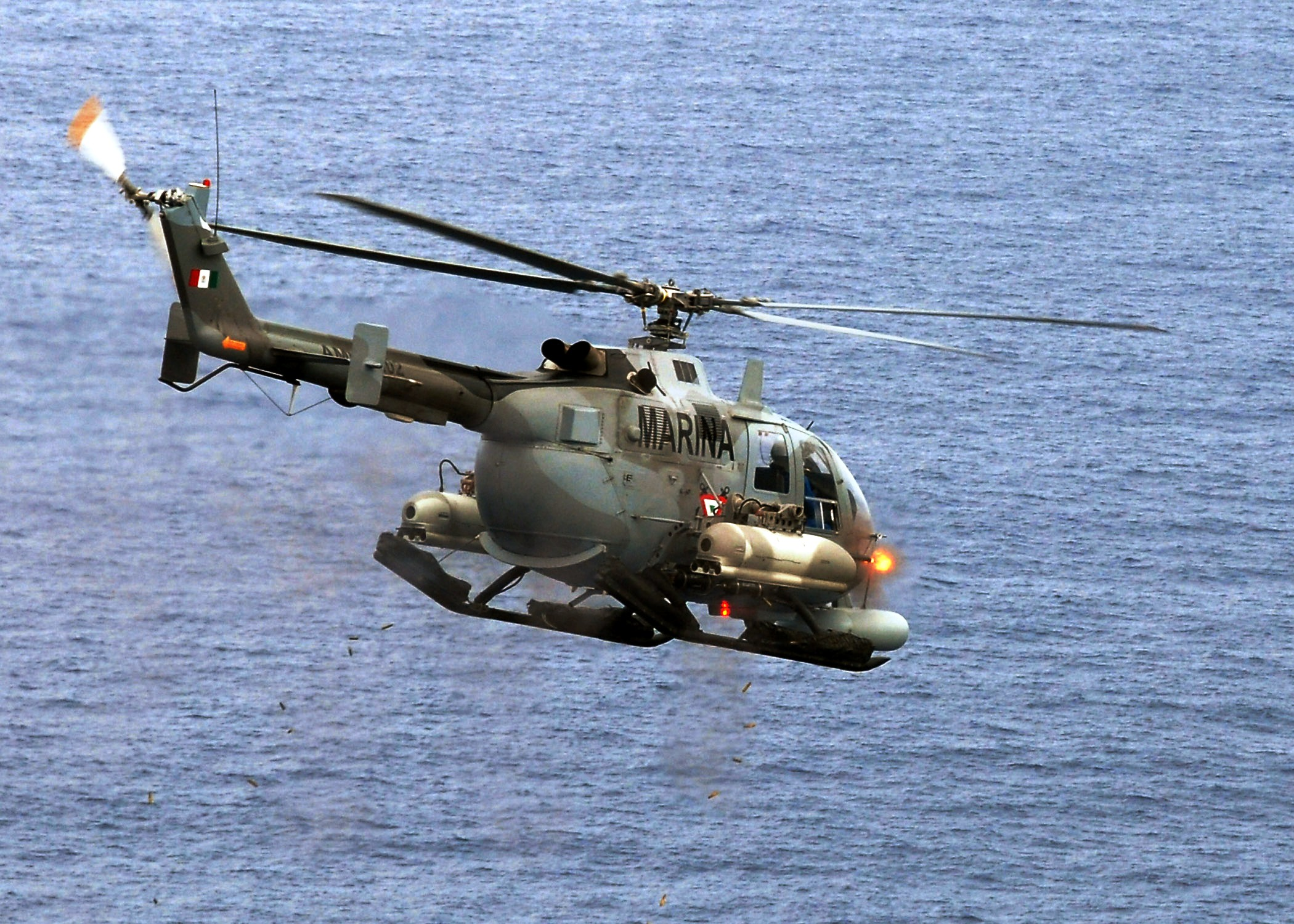
Helicóptero MBB Bo 105 mexicano dispara ao ex USS Conolly (DD 979), durante UNITAS 51-2010

Os exercícios navais UNITAS são realizados anualmente pela Armada dos Estados Unidos em conjunto com outras armadas latinoamericanas. Estes exercícios surgem a partir da Primeira Conferência Naval sustentada em Panamá em 1959 e realizam-se no marco do Tratado Interamericano de Assistência Recíproca (TIAR).
Em seus inícios os países participantes foram Argentina, Brasil, Chile, Colômbia, Equador, Uruguai, Peru e Venezuela. Com o tempo foram-se incorporando outros países. Uruguai desistiu de participar a partir do ano 2006. México começou a participar em 2010.
As operações realizaram-se pela primeira vez em águas da Venezuela, o 28 de agosto de 1960, e tem como fim treinar, capacitar, cooperar e estabelecer vínculos de confiança entre as armadas da região. A cada ano vão variando as suas sedes. Desde 1999 o exercício divide-se em três fases: Atlântico, Pacífico e Caraíbas.
Ainda que num primeiro momento o ênfase era fundamentalmente a execução de exercícios para fazer frente à ameaça que representava a União Soviética no contexto da Guerra Fria, as operações paulatinamente se foram ampliando para diferentes aspectos na guerra marítima, adequando às mudanças que se produziram nos palcos mundiais.

## UNITAS 38-1997

### Fase Atlântico
Sede: Argentina.
Unidades:
- Marinha do Brasil: Fragata Independência (F 44) e Corbeta Jaceguai (V-31).
- Armada dos Estados Unidos: Fragatas USS De Wert (FFG-45) e USS John L. Hall (FFG-32).
- Armada Espanhola: Fragata Victoria (F-82).
- Forças Canadianas: Fragata HMCS Halifax (FFH 330).

## UNITAS 39-1998

### Fase Atlântico
Sedes: Argentina e Brasil.
Unidades:
- Armada Argentina: Contratorpedeiro ARA Almirante Brown (D-10), ARA A Argentina (D-11), ARA Sarandí (D-13) e ARA Hércules (B-52), Corbeta ARA Spiro (P-43), Aviso ARA Tenente Olivieri (A-2), mais diversas aeronaves da Aviação Naval.
- Marinha do Brasil: Fragata Greenhalgh (F46).
- Armada dos Estados Unidos: Navio de desembarque USS A Moure County (LST-1194).

## UNITAS 41-2000

### Fase Atlântico
Sede: Argentina.
Unidades:
- Armada Argentina: Contratorpedeiro ARA Almirante Brown (D-10), ARA A Argentina (D-11) e ARA Heroína (D-12), Corbetas ARA Spiro (P-43) e ARA Parker (P-44), Navio Logístico ARA Patagonia (B-1) e Navio multipropósito ARA Ponta Alta (Q-63), mais diversas aeronaves e elementos de Infantária da Marinha.
- Marinha do Brasil: Fragatas Independência (F44) e Rademaker (F49), Petróleiro Almirante Gastão Motta (G23) e Submarino Tapajó (S33).
- Armada dos Estados Unidos: Cruzeiro USS Ticonderoga (CG-47), Contratorpedeiro USS Hayler (DD-997), Fragata USS Klakring (FFG-42), Navio de desembarque USS Tortuga (LSD-46) e Submarino USS Montpelier (SSN-765).
- Marinha Nacional da França: Fragata Montcalm (D642) e corveta Second-Maître Lhe Bihan (F788).
- Armada do Uruguai: Fragada ROU Montevideo.

## UNITAS 44-2003

### Fase Atlântico
Sede: Argentina.
Unidades:
- Armada Argentina: Contratorpedeiro ARA Heroína (D-12), Corbetas ARA Espora (P-41), ARA Rosales (P-42) e ARA Parker (P-44), Navio Logístico ARA Patagonia (B-1), Submarino ARA Santa Cruz (S-41), mais diversas aeronaves da Aviação Naval e integrantes do Agrupamento de Mergulhadores Tácticos.
- Marinha do Brasil: Fragata Defensora (F 41) e Submarino Timbira (S32).
- Armada Espanhola: Navio logístico Patiño (A-14), Fragatas Extremadura (F-75) e Álvaro de Bazán (F-101).
- Armada dos Estados Unidos: Contratorpedeiro USS Stump (DD-978) e Fragata USS Robert G. Bradley (FFG-49), mais diversas aeronaves.
- Marinha de Guerra do Peru: Fragata BAP Montero (FM-53).
- Armada do Uruguai: Fragada ROU Montevideo.

## UNITAS 47-2006

### Fase Atlântico
Sede: Brasil.
Zona de acção: Águas internacionais em frente ao Brasil.
Países: Estados Unidos, Argentina, Brasil, Espanha, Uruguai.
Começo: 20 de outubro de 2006.
Final: 30 de outubro de 2006.

## UNITAS 48-2007

### Fase Atlântico
Sede: Base Naval Porto Belgrano, Argentina.
Zona de acção:Mar Argentino.
Países: Estados Unidos, Argentina, Brasil, Chile, Espanha.
Começo: 4 de maio de 2007.
Final: 11 de maio de 2007.
Unidades:
- Armada Argentina: Contratorpedeiro ARA Almirante Brown (D-10), Corbetas ARA Gómez Rocha (P-46) e ARA Spiro (P-43), Navio Logístico ARA Patagonia (B-1), Submarino ARA Salta (S-31), Aviso ARA Tenente Olivieri (A-2).
- Marinha do Brasil: Fragatas Bosisio (F48) e Independência (F44), Petróleiro Almirante Gastão Motta (G23), Submarino Tapajo (S33).
- Armada dos Estados Unidos: Contratorpedeiro USS Mitscher (DDG-57), Navio anfibio USS Pearl Harbour (LSD-52), Fragata USS Samuel B. Roberts (FFG-58).
- Armada do Chile: Fragata Almirante Latorre (FFG-14).
- Armada Espanhola: Fragata Santa María (F-81), Petroleiro de frota Marqués da Ensenada (A-11).

## UNITAS 49-2008

### Fase Atlântico
Sede: Brasil.
Unidades:
- Armada Argentina: Contratorpedeiro ARA Almirante Brown (D-10), Corbeta ARA Gómez Rocha (P-46), Navio Logístico ARA Patagonia (B-1) e Submarino ARA Salta (S-31), mais um helicóptero.
- Marinha de Brasil: Fragatas Bosisio (F48), Liberal (F43), Greenhalgh (F46) e Niterói (F40), Corveta Frontin (V33), Petróleiro Almirante Gastão Motta (G23) e Submarino Tupi (S30), mais vários helicópteros.
- Armada dos Estados Unidos: Porta-aviões USS George Washington (CVN-73), Contratorpedeiro USS Farragut (DDG-99), Fragata USS Kauffman (FFG-59) e Guarda costeiro USCGC Northland (WMEC-904), mais aeronaves F-18 Super Hornet, AA-6B Prowler, E-2 Hawkeye, S-3 Viking e outras.

## UNITAS 51-2010

### Fase Atlântico
Sede: Argentina.
Unidades:
- Armada Argentina: Contratorpedeiro ARA Sarandí (D-13), Corveta ARA Robinson (P-45), Navio Logístico ARA Patagonia (B-1), Submarino ARA Santa Cruz (S-41), Avisos ARA Tenente Olivieri (A-2) e ARA Suboficial Castillo (A-6), mais diversas aeronaves da Aviação Naval.
- Marinha do Brasil: Fragata Constituição (F42) e Submarino Tikuna (S34), mais um helicóptero.
- Armada dos Estados Unidos: Fragata USS Klakring (FFG-42), Submarino USS Memphis (SSN-691) e guarda costeiro USCGC Spencer (WMEC-905), mais um helicóptero.
- Armada de México: Patruleiro ARM Baixa Califórnia (PO-162), mais um helicóptero MBB Bo 105.

## UNITAS 52-2011

### Fase Atlântico
Sede: Brasil.
Unidades:
- Armada Argentina: Contratorpedeiro ARA Almirante Brown (D-10).
- Marinha do Brasil: Fragatas Bosisio (F48), Constituição (F42) e Niterói (F40), Navio tanque Almirante Gastão Motta (G23) e Submarinos Tikuna (S34) e Tamoio (S31), mais vários helicópteros.
- Armada dos Estados Unidos: Contratorpedeiro USS Nitze (DDG-94), Fragatas USS Boone (FFG-28) e USS Thach (FFG-43) e Guarda costeiro USCGC Escanaba (WMEC-907), mais vários helicópteros.
- Armada do México: Patruleiro ARM Baixa Califórnia (PO-162), mais um helicóptero MBB Bo 105 e um CASA CN-235 contratorpedeiro ARM Netzahualcoyotl (D-102)